# Юзвин (Винницкая область)
Юзвин (укр. Юзвин, в 1946—2024 годы — Некрасово) — село в Винницком районе Винницкой области Украины.
Код КОАТУУ — 0520684203. Население по переписи 2001 года составляет 890 человек. Почтовый индекс — 23225. Телефонный код — 432.
Занимает площадь 2,488 км².

## Адрес местного совета
23225, Винницкая область, Винницкий район, с. Юзвин, ул. Некрасова, 1, тел. 58-88-42

## История
Впервые в письменных источниках село упоминается в 1431 году с названием Салишы (хотя Отамановский указывает, что село существовало уже в XIII столетии). В 30-е годы XV столетия село являлось замковым. C XV по XVII век село относилось к Винницкому староству и по люстрации 1552 года являлось приселком Пултовцев во владении пана Семена Кмитича (в ревизии упоминается под названием Салаты). В 1758 году Винницкий поветовый староста Юзеф Чесновский переименовал его в Юзвин. В связи с реформами 60-х годов, а в особенности с тем, что в 1864 местечко Юзвин стало центром одноимённой волости (одной из крупнейших в Винницком уезде и самой территориально близкой к Виннице) повлияли на дальнейшее развитие образования в нём. В 1875 году был поднят вопрос о строительстве государственного училища. Однолетнее училище было открыто за казённый счёт в 1876 году. Дальнейшее развитие местечка происходит в 80-е, 90-е годы. Были построены и запущены в ход две государственные мельницы, винокурня и два постоялых двора. В 1900 году открыта филия Всероссийского крестьянского банка. Меняется и статус школы. В 1901 она становится двухлетним государственным училищем.
По сведениям Центрального Статистического Комитета, в 1885 году в местечке Юзвин (бывшем собственническом селе) на речке Самец в 20 верстах от уездного города: проживало 1510 человек, имелось 151 дворовое хозяйство. В селе была расположена православная церковь, костел и синагога, школа, 4 постоялых двора, 5 постоялых домов, 4 лавки, торговая баня, базары проводились по прошествии двух недель. Через 3 версты от Юзвина располагалась (и расположена сейчас) — железнодорожная станция Гнивань. Через 14 верст смоляной завод. Юзвин являлся волостным центром Винницкого уезда Подольской губернии. В 1907 году в местечке проживало 1907 человек, имелось народное училище и торговые лавки. Перед Октябрьской революцией в селе произошли крестьянские волнения направленные против властей и помещиков.
В 1946 году указом президиума Верховного совета УССР В честь 125-летия с дня рождения великого русского поэта Николая Алексеевича Некрасова (который по предположению некоторых историков родился в нём) село переименовано в его честь. В селе в советские годы находился колхоз имени Чкалова, за которым была закреплена земля в размере 2063 га, в том числе пахотной — 1599 га. Хозяйственное направление — зерновые, сахарная свёкла, мясо-молочное животноводство. Была построена восьмилетняя школа, участковая больница с рентген-кабинетом, аптека. В селе было 26 коммунистов и 52 комсомольца. Бригадир колхоза М. Т. Бабич был делегатом II Всесоюзного съезда колхозников. Житель села Д. А. Велинкевич сражался в Интернациональной бригаде в Испании и за ратные подвиги награждён орденом Красного знамени.
В сентябре 2024 г. Постановлением Верховной Рады Украины селу возвращено его историческое название.

## Религия
В селе действует храм Успения Пресвятой Богородицы Винницкого районного благочиния Винницкой епархии Украинской православной церкви.